# Iglesia de Santa María (Berninches)
La iglesia de Santa María fue un templo católico medieval de Berninches (Guadalajara, España) sobre el que se construyó la actual iglesia de Nuestra Señora de la Asunción en el siglo XVI. 
Se tiene constancia de ella a través de distintos documentos que la mencionan, entre los cuales el más célebre la refiere a través del pergamino de cesión sobre el despoblado vecino de La Golosa fechado en 1391: «(...) reunido a campana tañida el concejo de Berninches en el portal de la iglesia de Santa María (...)»
No existen documentos ni trazas sobre su fisionomía, si bien no debió diferir mucho a la de La Golosa, propia del románico de los siglos XII y XIII:[cita requerida] una sola nave rematada con presbiterio semicircular sobre el que arrancaba la espadaña.
- Datos: Q5911657